# Protein Data Bank
Protein Data Bank (PDB) е кристалографска база данни за 3-D структурата на големи биологични молекули, като протеини и нуклеинови киселини. Данните обикновено са получени чрез рентгенова кристалография или ЯМР спектроскопия, предоставени са от биолози и биохимици от цял свят и са свободно достъпни по Интернет. PDB се наблюдава от организацията Worldwide PDB (wwPDB).
PDB е ключов ресурс в областта на структурните биология, като структурната геномика. Повечето големи научни списания, както и някои агенции за финансиране, като NIH в САЩ, изискват от учените да предfставят на PDB своите данни за структурата. Съдържанието на PDB се смята за източник на първични данни, но съществуват стотици производни бази данни, които категоризират данните по различен начин. Например, SCOP и Cath категоризират структурите, в зависимост от вида и установените еволюционен отношения; GO категоризира структурите, основавайки се на гените им. 